# Funaria americana
Funaria americana là một loài Rêu trong họ Funariaceae. Loài này được Lindb. mô tả khoa học đầu tiên năm 1863.